# Reino da Córsega (1794–1796)
O Reino da Córsega, também conhecido como Reino Anglo-Corso, foi um estado independente sob proteção britânica no atual departamento francês homônimo, em meados dos anos 1790.

## História
Durante a época da Revolução Francesa, Córsega tinha sido uma parte da França por apenas duas décadas. O líder de Córsega, Pasquale Paoli, que havia sido exilado na época da monarquia, tornou-se uma espécie de ídolo da liberdade e da democracia, e, em 1789, foi convidado a Paris pela Assembleia Nacional Constituinte, onde foi celebrado como um herói em frente ao montagem. Ele depois foi enviado de volta para a Córsega com o posto de tenente-general.
No entanto, Paoli se separaram do movimento revolucionário sobre a questão da execução do rei, e lançou sua sorte com o partido monarquista. Acusado de traição pelo Convenção Nacional Francesa, convocou uma consulta (montagem) em Corte em 1793, com ele como presidente, em que a separação formal de Córsega da França foi declarada. Ele pediu a proteção do governo britânico, então em guerra com a França revolucionária, e sugeriu o Reino da Irlanda como um modelo para um reino autônomo sob o monarca britânico. Para a Grã-Bretanha foi uma oportunidade de garantir uma base no Mediterrâneo.
Em 1794, a Grã-Bretanha enviou uma frota para a Córsega sob o almirante Samuel Hood. Foi durante a luta para capturar Calvi que o então capitão Horatio Nelson perdeu a visão do olho direito. Por um curto período, a Córsega foi adicionada aos domínios do rei Jorge III, principalmente pelos esforços da frota de Hood, e cooperação de Paoli.
A constituição pôde ser considerada democrática para a época, com um vice-rei, sir Gilbert Elliot, representando o rei, um parlamento unicameral eleito, e um conselho que era o órgão executivo do reino, com Carlo Andrea Pozzo di Borgo como procurador-geral (chefe do governo civil) e depois presidente do Conselho de Estado, em sua cabeça.
A relação entre o governo de Paoli e os britânicos nunca foi claramente definido, no entanto, o que resultou em inúmeras questões de autoridade; em particular, surgiram algumas tensões do conflito entre a lealdade de Sir Gilbert à monarquia britânica, e inclinações republicanas de Paoli e desejo de defender a autonomia da Córsega. Também houve uma cisão entre Corte, a capital tradicional e uma fortaleza interior, e Bastia, na costa, onde Sir Gilbert mudou a capital no início de 1795, e que foi o centro de monarquistas franceses e da Córsega. Com a Espanha do lado dos franceses, os britânicos perceberam a sua posição no Mediterrâneo era precária, e retirou suas forças da ilha de outubro. A Coroa convidou Paoli a demitir-se e voltar para o exílio na Grã-Bretanha com uma pensão, que, não tendo alternativa, ele foi forçado a fazer, juntando-se aos britânicos em sua retirada da ilha. Em 19 de outubro de 1796, os franceses reconquistaram Bastia e Córsega se tornou um departamento francês.